# Phrynarachne rubroperlata
Phrynarachne rubroperlata es una especie de araña cangrejo del género Phrynarachne, familia Thomisidae. Fue descrita científicamente por Eugène Simon en 1907.

## Distribución
Esta especie se encuentra en África Occidental.

## Tratamiento taxonómico
La especie aparece registrada y publicada en Arachnides recueillis par L. Fea sur la côte occidentale d’Afrique. 1re partie. Annali del Museo Civico di Storia Naturale di Genova 43: 218–323.